# あおい監査法人
あおい監査法人（あおいかんさほうじん、英文名称：Aoi & Co）は、日本における監査法人である。

## 概要
- 所在地 
本部 :東京都港区赤坂3-11-15 VORT赤坂見附2階

- 主なクライアント
  - 上場企業は油研工業、イクヨ、AFC-HDアムスライフサイエンス、さいか屋、ピクセラ、アドバンスクリエイトの6社。

## 沿革
- 1984年5月 - ロイヤル公認会計士共同事務所として発足
- 2004年4月 - ロイヤル監査法人を設立
- 2022年10月 - 名称をあおい監査法人に変更

## 行政処分
2012年2月1日、監査業務の品質や管理体制に問題があるとして公認会計士・監査審査会から金融庁に勧告がなされ、2012年3月30日に金融庁から行政処分（業務改善命令）がなされた。